# ATP Madrid 1973
L'ATP Madrid 1973 è stato un torneo di tennis giocato sulla terra rossa. È stata la 1ª edizione del torneo, che fa parte del Commercial Union Assurance Grand Prix 1973. Si è giocato a Madrid in Spagna dal 23 al 29 aprile 1973.

## Campioni

### Singolare
Ilie Năstase ha battuto in finale  Adriano Panatta con il punteggio di 6–3 7–6 5–7 6–1

### Doppio
- Doppio non disputato